# Vireo brevipennis
Vireo brevipennis là một loài chim trong họ Vireonidae.